# Пункт (економіка)
Пункт в економіці (сленгове піпс від англ. pip - percentage in point — точкова зміна) — мінімальна зміна показника, коли дрібніших змін для даного показника не передбачено. Одному пункту відповідає одинична зміна останньої цифри, що публікується для показника.
Наприклад, якщо показник публікується з двома знаками після коми, то «один пункт» складе зміна на 0,01. Зміну ціни з 8,15 до 8,25 можна інтерпретувати, як зростання на 10 пунктів.
Вимірювання у пунктах дозволяє швидше порівнювати зміни близьких показників, у яких відрізняється розмірність. Наприклад, зміна ціни на якусь валюту з 1,2345 до 1,2343 і на якийсь індекс з 9876 до 9874 цілком порівнянні — обидві ціни знизилися на 2 пункти.

## Ціна пункту
Ціна пункту — до яких значущим для нас змін призводить зміна показника на один пункт.
При необхідності постійних та швидких розрахунків впливу тих чи інших змін, часто заздалегідь розраховують ціну одного пункту. У подальшому для визначення розміру впливу на результат, розмір зміни в пунктах просто множиться на ціну пункту. Це дозволяє швидко оцінити ситуацію в умовах обмеженого часу для прийняття рішень.
Іноді ціна пункту залежить від значення показника до його зміни. У таких випадках після зміни показника ціну пункту доводиться перераховувати.

## Приклади

### Ціна пункту відсоткової ставки
Відсоткова ставка вказується до двох знаків після коми. При зміні ставки з 5,00 % до 5,25 % говорять, що ставка збільшилася на 25 базисних пунктів. Якщо було взято кредит, за яким щомісячні відсотки становили 1000 гривень, то ціна одного пункту в цьому випадку складе:
 1000 / 500  (загальне число пунктів у ставці 5,00 %)  = 2 грн. 
Після збільшення ставки на 25 пунктів, загальна сума відсотків збільшиться на
 2 * 25 = 50 грн. 
і складе 1050 грн. Ціна пункту для подальших розрахунків залишиться незмінною — 2 грн.

### Ціна пункту біржового котирування
Котирування багатьох валют вказується з точністю до четвертого знака після коми. При зміні ціни євро проти долара США (EUR/USD) з 1,2345 до 1,2343 кажуть, що ціна знизилась на 2 пункти. При цьому, якщо було укладено контракт про постачання в майбутньому 100 тис. євро за фіксованою на момент контракту ціною (1,2345), то для негайного виконання за цією ціною треба було б $ 123'450,00. Ціна одного пункту в цьому випадку складе:
 100000  (сума контракту)  * 0,0001  (1 пункт зміни ціни одного євро)  = 10 USD 
Після зменшення ціни, необхідна для виконання контракту кількість доларів зменшиться на
 10 * 2 = 20 USD 
і складе $ 123'430,00. При подальшому падінні ціни ця сума може ще суттєво зменшитися.
Подібні розрахунки широко застосовуються для визначення проміжного прибутку при маржинальній торгівлі на ринку форекс.